# Petrčane
Petrčane est un village situé en Dalmatie du Nord, en Croatie, à 10 km au nord-ouest de la ville de Zadar dans le comitat éponyme.